# Сосновська сільська рада (Бєлорєцький район)
Сосно́вська сільська рада (рос. Абзаковский сельский совет) — муніципальне утворення у складі Бєлорєцького району Башкортостану, Росія. Адміністративний центр — село Сосновка.

## Історія
17 грудня 2004 року зі складу сільради був виключений присілок Новобільський і переданий до складу Шигаєвської сільради.

## Населення
Населення — 1253 особи (2019, 1261 в 2010, 1458 в 2002).

## Склад
До складу поселення входять такі населені пункти:
| Населений пункт      | Населення, осіб (2002) | Населення, осіб (2010) |
| -------------------- | ---------------------- | ---------------------- |
| Арський Камінь, село | 175                    | 95                     |
| Нижня Ятва, село     | 133                    | 64                     |
| Сосновка, село       | 779                    | 723                    |
| Рисакаєво, село      | 371                    | 379                    |